# Миросавци (Лопаре)
Миросавци су насељено мјесто у општини Лопаре, Република Српска, БиХ. Према попису становништва из 2013. у насељу је живјело 287 становника.

## Становништво
| Демографија | Демографија | Демографија |
| Година      | Становника  | Становника  |
| ----------- | ----------- | ----------- |
| 1961.       | 492         |             |
| 1971.       | 548         |             |
| 1981.       | 490         |             |
| 1991.       | 578         |             |
| 2013.       | 287         |             |

## Религија
У селу се налази српска православна црква Свете преподобне мати Петке Параскеве, која припада епархији зворничко-тузланској.

## Знамените личности
- Бранко Стојановић, потпуковник Југословенске народне армије и народни херој Југославије